# Charlotta av Bourbon
Charlotta av Bourbon, född 1388, död 1422, drottning av Cypern, gift med kung Janus av Cypern.

## Biografi
Hon var dotter till greve Johan I av La Marche och Catherine av Vendôme. 
Vigseln ägde rum genom ombud i Melun 2 augusti 1409 och en andra gång i bådas närvaro i Nicosia 25 augusti 1411, sedan hon anlänt till Cypern via Venedig samma dag. 
Charlotta medförde ett stort franskt hov med många musiker, och äktenskapet anses vara en hörnsten i den franska kultur som dominerade Cypern under makens regeringstid, och Charlotta organiserade hovet enligt franskt mönster. Paret fick sex barn. 